# Dauer 962 Le Mans

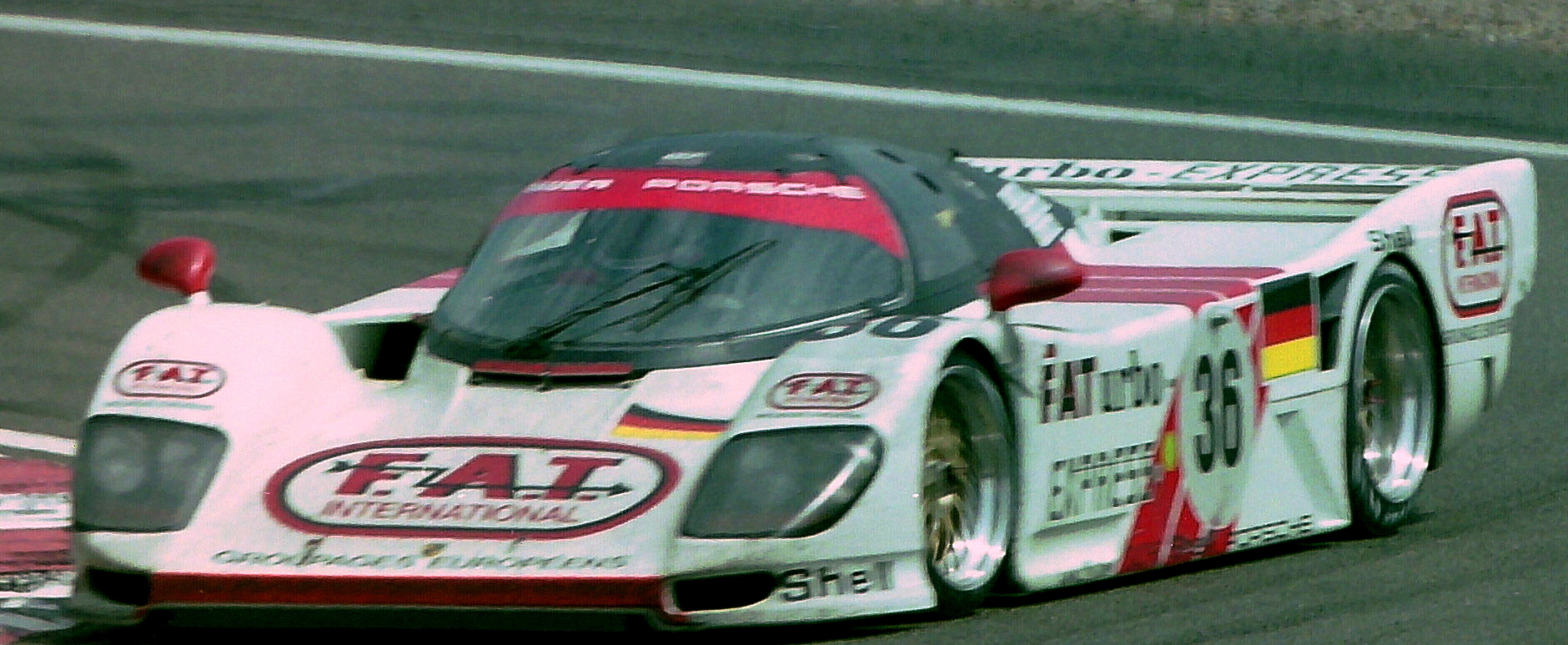
Dauer 962 LM

Dauer 962 Le Mans — мелкосерийный спортивный автомобиль, созданный немецкой компанией Dauer Sportwagen Gmbh на основе Porsche 962 и при содействии самой Porsche AG для участия в гонке 24 часа Ле-Мана 1994 года и в итоге выигравший её с экипажем Янник Дальма, Мауро Бальди, Харли Хэйвуд. Также по 2005 г. являлся самым быстрым автомобилем в мире с рекордом скорости 404,6 километров в час. Прототип автомобиля был представлена на Франкфуртском автосалоне 1993 года. Всего произведено 13 единиц, из которых 2 приняли участие в самой гонке и 1 в тренировках.